# Rad Racer
Rad Racer (Japan: ハイウェイスター; Highway Star) is een videospel voor het platform Nintendo Entertainment System. Het spel werd in 1987 door Square uitgebracht. Het spel is een racespel dat met een 3D bril gespeeld kon worden. Het spel wordt gezien als Square's antwoord op Sega's Out Run. Het doel van het spel is de checkpoints te halen voordat de brandstof en tijd op is. Als de speler een andere auto, verkeersbord of boom met hoge snelheid raakt, crasht de auto en is het spel ten einde. Een crash kost tijd en maakt het lastiger om het volgende checkpoint op tijd te halen. Als de tijd op is, rijdt de auto nog een klein stukje verder waarmee alsnog het checkpoint mee gehaald kan worden. Op het auto selectie scherm kan de speler kiezen tussen een Ferrari 328 en een Formule 1 wagen. 

## Platforms
| Platform | Jaar |
| -------- | ---- |
| Arcade   | 1987 |
| NES      | 1987 |

## Ontvangst
| Beoordeeld door                     | Platform | Datum         | Score |
| ----------------------------------- | -------- | ------------- | ----- |
| Digital Press - Classic Video Games | NES      | 17 juli 2006  | 90%   |
| Nintendo Land                       | NES      | 2003          | 83%   |
| VideoGame                           | NES      | april 1991    | 80%   |
| NES Center                          | NES      | 2001          | 75%   |
| The Video Game Critic               | NES      | 28 maart 2002 | 75%   |
| Power Play                          | NES      | maart 1988    | 75%   |
| HonestGamers                        | NES      | 26 mei 2013   | 70%   |